# Pomnik Bohdana Zaleskiego w Krakowie
Pomnik Harfiarza (Pomnik Bojana) – pomnik, znajdujący się w Krakowie w północnej części Plant, pomiędzy Barbakanem a ul. Sławkowską.
Wykonany został według projektu Piusa Welońskiego a upamiętnia postać Bohdana Zaleskiego, polskiego poetę epoki romantyzmu.

## Historia
W 1904 roku na Plantach, pomiędzy Barbakanem, a ul. Sławkowską wybudowano sadzawkę w kształcie ósemki, z mostkiem, fontanną i niewielką wysepką. Obok niej postawiono pomnik który poprzednio stał po wschodniej stronie Barbakanu. Pomnik, projektu Piusa Welońskiego został odsłonięty w grudniu 1886, jego fundatorem był Konstanty Wołodkowicz.
Na przełomie lat 50. i 60. XX wieku oraz w roku 1986 pomnik został restaurowany według projektów J. Kowalskiego.